# Las Cruces (Guerrero)
Las Cruces es una localidad del estado mexicano de Guerrero. Es parte del municipio de San Marcos.

## Demografía
| Gráfica de evolución demográfica |
|                                  |

| Censo | Población |
| ----- | --------- |
| 1900  | 293       |
| 1910  | —         |
| 1921  | 380       |
| 1930  | 517       |
| 1940  | 759       |
| 1950  | 1 010     |
| 1960  | 859       |
| 1970  | 959       |
| 1980  | 1 366     |
| 1990  | 1 586     |
| 2000  | 1 705     |
| 2010  | 1 696     |
| 2020  | 1 711     |